# Bez prądu (album Yugopolis)
Bez prądu – album zespołu/projektu Yugopolis z zapisem koncertu akustycznego w studiu TVP 2 z 28 czerwca 2013 roku. Premiera albumu odbyła się 15 października 2013. Tym razem w projekcie udział wzięli m.in.: Maciej Maleńczuk, Marek Piekarczyk, Paweł Kukiz, Krzysztof Kiljański, Natalia Sikora, Dorota Miśkiewicz, Barbara Janyga i Juliusz Kamil oraz gość specjalny, czyli chorwacki zespół Parni valjak – autorzy muzyki piosenek z debiutanckiej płyty Yugopolis - Słoneczna strona miasta. Ukazały się 2 wersje albumu - jednopłytowy i tzw. deluxe.

## Lista utworów

### CD 1
1. Yugopolis & Paweł Kukiz „Bez kagańca”
2. Yugopolis & Dorota Miśkiewicz „Anna Joanna”
3. Yugopolis & Krzysztof Kiljański „Dzień pomyłek”
4. Yugopolis & Krzysztof Kiljański „Dla siebie sami”
5. Yugopolis & Natalia Sikora „Dziewczęta w letnich sukienkach”
6. Yugopolis & Marek Piekarczyk „Nieuchwytna”
7. Yugopolis & Marek Piekarczyk „Gdzie jest nasza miłość?”
8. Yugopolis & Parni Valjak „700 mil od domu”
9. Yugopolis & Parni Valjak & Paweł Kukiz „Miasto budzi się”
10. Yugopolis & Parni Valjak & Marek Piekarczyk „Czy pamiętasz?”
11. Yugopolis & Maciej Maleńczuk „Gdzie są przyjaciele moi?”
12. Yugopolis & Maciej Maleńczuk & Psychodancing „Ona to wie, ona to zna”
13. Yugopolis & Maciej Maleńczuk & Psychodancing „Ostatnia nocka”
14. Yugopolis & Paweł Kukiz & Basia Janyga „Rzadko widuję Cię z dziewczętami”
15. Yugopolis & Natalia Sikora „Malcziki”

### CD 2
Znajduje się w wersji deluxe.
1. Yugopolis & Maciej Maleńczuk & Psychodancing „Czas weźmie i was”
2. Yugopolis & Parni Valjak „Lalka na bal”
3. Yugopolis & Parni Valjak & Pawel Kukiz „O nic nie pytaj”
4. Yugopolis & Parni Valjak „Jesień we mnie”
5. Yugopolis & Parni Valjak „Przeklęta niedziela”
6. Yugopolis & Parni Valjak „Ugaś ogień”
7. Yugopolis & Juliusz Kamil „Płomień naszych serc”

### DVD
Znajduje się w wersji deluxe.
1. Yugopolis „Hymn Socjalistycznej Federacyjnej Republiki Jugosławii - instrumental”
2. Yugopolis & Paweł Kukiz „Bez kagańca”
3. Yugopolis & Dorota Miśkiewicz „Anna Joanna”
4. Yugopolis & Krzysztof Kiljański „Dzień pomyłek”
5. Yugopolis & Krzysztof Kiljański „Dla siebie sami”
6. Yugopolis & Natalia Sikora „Dziewczęta w letnich sukienkach”
7. Yugopolis & Marek Piekarczyk „Nieuchwytna”
8. Yugopolis & Marek Piekarczyk „Gdzie jest miłość?”
9. Yugopolis & Parni Valjak „700 mil od domu”
10. Yugopolis & Parni Valjak „Lalka na bal”
11. Yugopolis & Parni Valjak & Paweł Kukiz „Miasto budzi się”
12. Yugopolis & Parni Valjak & Paweł Kukiz „O nic nie pytaj”
13. Yugopolis & Parni Valjak „Jesień we mnie”
14. Yugopolis & Parni Valjak & Marek Piekarczyk „Czy pamiętasz?”
15. Yugopolis & Parni Valjak „Przeklęta niedziela”
16. Yugopolis & Parni Valjak „Ugaś ogień”
17. Yugopolis & Maciej Maleńczuk & Psychodancing „Gdzie są przyjaciele moi?”
18. Yugopolis & Maciej Maleńczuk & Psychodancing „Czas weźmie i was”
19. Yugopolis & Maciej Maleńczuk & Psychodancing „Ona to wie”
20. Yugopolis & Maciej Maleńczuk & Psychodancing „Ostatnia nocka”
21. Yugopolis & Juliusz Kamil „Płomień naszych serc”
22. Yugopolis & Paweł Kukiz & Basia Janyga „Rzadko widuję cię z dziewczętami”
23. Yugopolis & Natalia Sikora „Malcziki”
24. Yugopolis „Moja prva ljubav – instrumental”